# مورافنو بکیلی
مورافنو بکیلی (به لاتین: Morafeno Bekily) یک منطقهٔ مسکونی در ماداگاسکار است که در Bekily District واقع شده‌است.
 مورافنو بکیلی  ۱۰٬۰۰۰ نفر جمعیت دارد و ۴۳۴ متر بالاتر از سطح دریا واقع شده‌است.